# 葉栗村
葉栗村（はぐりむら）は、愛知県葉栗郡にかつてあった村である。
現在の一宮市葉栗連区を村域とした。

## 地理
葉梨郡の中部に位置する。
東は葉栗郡浅井町に、南西は丹羽郡西成村に、南は一宮市に、南西は中島郡今伊勢村、西は葉栗郡木曽川町および北方村に、北は木曽川を介して岐阜県羽島郡に接する。

## 歴史
江戸時代末期、村域にあった各村は尾張藩領であった。光明寺村と佐千原村の各一部は慶応4年（1868年）に立藩した今尾藩の領地となっている。
郡制の下で設けられた葉栗郡役所は大字島村に設けられていた。

### 行政区画の変遷
- 1889年（明治22年）10月1日 - 町村制施行に伴う合併により光明寺村、大田島村、佐千原村が成立[5]。各村は以下の大字を設置。
  - 光明寺村：光明寺、更屋敷、笹野、田所
  - 大田島村：島村、大毛、高田、杉山
  - 佐千原村：佐千原、富塚
- 1906年（明治39年）5月10日 - 大田島村、光明寺村、佐千原村が合併し、葉栗村が成立[6]。
- 1940年（昭和15年）8月1日 - 一宮市に編入され廃止[7]。

## 行政

### 村役場
1906年（明治39年）5月の合併当初は大字大毛字南出13番地に村役場を置いた。
村役場は一宮市への編入後、一宮市役所葉栗出張所として使用された。

## 教育
- 葉栗尋常高等小学校（現：一宮市立葉栗小学校）
- 葉栗尋常小学校北仮教場（後の一宮市立葉栗小学校北分校、1976年廃校。現在の一宮市立葉栗北小学校の前身。）
- 葉栗尋常小学校南仮教場（1943年廃校）

## 神社・仏閣
- 光明寺
- 坂手神社
- 若栗神社
- 高田波蘇伎神社
- 大毛神社
- 宇夫須那神社

## 名所
- 御囲堤（桜の名所）
- 光明寺城址

## 伝統芸能
- 島文楽